# Roy Albert Crowson
Roy Albert Crowson (Kent, 1914. november 22. – 1999. május 13.) brit entomológus, muzeológus, szakterülete a bogarak rendszertana volt.
Zoológiai szakmunkákban nevének rövidítése: „Crowson”.
Crowson 1949-ben kezdett el tanítani a University of Glasgow állattani tanszékén. A Föld minden részéről gyűjtött preparált bogarakat és lárváikat, hogy az életmód által kevésbé befolyásolt morfológiai bélyegeket felhasználva rendszertani összefüggéseket állapítson meg.
Fő műve, az 1955-ben megjelent The natural classification of the families of Coleoptera című monográfiája több rendszertani csoport helyzetét változtatta meg a bogarak rendjén belül, és máig a csoport taxonómiájának egyik alapműve. Taxonómusként több bogárcsaládot különített el és írt le.
Gyűjteményének nagyobbik része (köztük sok mikroszkópi metszet és preparátum) a londoni Természettudományi Múzeumban van elhelyezve.

## Emlékezete
A bogarak rendjének maradványbogár-félék (Crowsoniellidae) családját az ő tiszteletére nevezték el.

## Fontosabb publikációk
- The natural classification of the families of Coleoptera, Nathaniel Lloyd & Co., Ltd., London, 1955.ó
- Coleoptera: introduction and key to families, Handbooks for the identification of British insects, Royal Entomological Society of London, London, 1957.ó
- Classification and biology, Heinemann Educational Books Ltd, London, 1970.ó
- Biology of the Coleptera, Academic Press, 1981.ó

## Fordítás
- Ez a szócikk részben vagy egészben  a   Roy Crowson című angol Wikipédia-szócikk fordításán alapul.  Az eredeti cikk szerkesztőit annak laptörténete sorolja fel. Ez a jelzés csupán a megfogalmazás eredetét és a szerzői jogokat jelzi, nem szolgál a cikkben szereplő információk forrásmegjelöléseként.